# Список Лагард
Список Лагард — перечень из примерно 2000 потенциальных греческих неплательщиков налогов с незадекларированными счетами в женевском филиале банка HSBC. Список носит имя бывшего министра финансов Франции Кристин Лагард, которая в октябре 2010 года передала его греческим чиновникам, чтобы помочь им справиться с уклонением от уплаты налогов. Однако широкой общественности этот список стал известен лишь спустя два года, когда греческий журналист Костас Ваксеванис опубликовал его в своём журнале Hot Doc, протестуя против того, что греческое правительство так и не начало расследование.
«Список Лагард» является частью значительно большего набора данных, известного как «список Фальчиани», содержащего около 130 000 имён клиентов банка HSBC.

## История

### Список Фальчиани
В 2006 и 2007 годах компьютерный техник женевского филиала банка HSBC Эрве Фальчиани похитил данные своего работодателя, содержащие имена клиентов из ряда стран ЕС, и попытался продать их нескольким правительствам.
В январе 2009 года полиция провела обыск французского дома Фальчиани и нашла файлы с информацией о 130 000 потенциальных налоговых уклонистах (24 000 со всей Европы), после чего начала расследование. Правительство Франции затем передало эту информацию в ряд европейских стран, в частности в Великобританию, чтобы помочь им справиться с уклонением от уплаты налогов. Однако в ноябре 2012 года налоговое ведомство Великобритании отказалось от уголовного преследования лиц, представленных в списке.

### Предоставление списка греческим властям
В начале лета 2010 года французская разведка DGSE проинформировала главу греческой Национальной разведывательной службы, что многие из представленных в списке Фальчиани были гражданами Греции, и что французские власти были готовы предоставить список богатых греков — вкладчиков швейцарских банков, чтобы помочь греческому правительству справиться с неплательщиками налогов. Глава греческой разведки проинформировал об этом министра финансов Йоргоса Папаконстантину, который согласился получить эту информацию на встрече с тогдашним министром финансов Франции Кристин Лагард при условии, что это не будет афишироваться.
В октябре 2010 года Лагард направила Папаконстантину список из 1991 имён по дипломатическим каналам в виде компакт-диска без этикетки, содержащего электронные таблицы с примерно 2000 счетами, который теперь известен в Греции как «список Лагард». Папаконстантину позднее в ходе парламентского расследования пояснил, что он «передал все файлы новому начальнику налоговой полиции и попросил его провести полномасштабное расследование». Однако налоговики решили не проводить расследование, Папаконстантину покинул свой пост в середине 2011 года, а диск пропал. Преемник Папаконстантину Евангелос Венизелос, впоследствии глава социалистов ПАСОК, у которого была копия списка на флешке, начал ограниченное расследование уклонения от уплаты налогов. Расследование коснулось примерно десятка греческих политиков, но никаких юридических действий не последовало.
В октябре 2012 года бывший генеральный секретарь Министерства обороны Яннис Сбокос был арестован по обвинению в коррупции, взяточничестве и отмывании денег. На следующий день Леонидас Цанис, бывший заместитель министра внутренних дел (1999—2001), был найден мёртвым в подвале своего дома, где он, по всей видимости, повесился. Влассис Камбуроглу, другой бизнесмен, сделавший состояние в области оборонной промышленности и подозреваемый в причастности к скандалу, был найден мёртвым в номере отеля в Индонезии. Он стал вторым высокопоставленным греческим деятелем, который умер при загадочных обстоятельствах в течение пяти дней. И Леонидас Цанис и Влассис Камбуроглу были в списке Лагард/

### Публикация
28 октября 2012 года греческий журналист Костас Ваксеванис объявил, что располагает списком и опубликовал 2056 имён в своём журнале Hot Doc. На следующий день он был арестован за нарушение закона о конфиденциальности, что предполагает до двух лет лишения свободы. Три дня спустя Ваксеванис был признан невиновным.

### Предоставление списка датским властям
В Дании скандал разразился после того, как газета Politiken 8 февраля 2015 года сообщила, что датские налоговые органы в 2010 году получили список из 314 датчан с вкладами в размере 4,8 млрд крон в банке HSBC, которые, по всей видимости, не были задекларированы в Дании и, тем не менее, расследование так и не было проведено.